# Szent Rita-rózsafüzér
A Szent Rita rózsafüzér egy a szemlélődő imádságot segítő eszköz és a füzérrel imádkozott elterjedt imasorozat. Felépítése: egy Szent Rita érem, 1 szem bevezetés és három heted (3-szor 1+7 szem).

## Az imasorozat
Az imasorozatnak több változata is van.

### Első változat
- Az éremre a Hiszekegyet imádkozzuk.

Utána: Dicsőség az Atyának miképpen kezdetben, most és mindörökké, Ámen.
- Az első, különálló szemre egy Miatyánk.
- Ezt követően az első 7 szemre 1-1 Üdvözlégy Mária...

Jézus, aki Szent Rita kérésére bűneinket megbocsájtja.
Majd: Dicsőség az Atyának...
- A második különálló szemre egy Miatyánk.

a második 7 szemre 1-1 Üdvözlégy Mária...
Jézus, aki Szent Rita kérésére testi és lelki rossztól megoltalmaz.
Utána: Dicsőség az Atyának...
- A harmadik különálló szemre egy Miatyánk.

a harmadik 7 szemre 1-1 Üdvözlégy Mária...
Jézus, aki Szent Rita kérésére minden bajunkban megsegít.
Dicsőség az Atyának...